# Вольф, Бодо
Бодо Ханс Фридрих Вольф (нем. Bodo Hans Friedrich Wolf; 19 октября 1888, Франкфурт-на-Майне — 9 июня 1965, Франкфурт-на-Майне) — немецкий композитор и дирижёр.
Сын священника. Окончил Мюнхенскую академию музыки (1910), ученик Фридриха Клозе (композиция) и Феликса Мотля (дирижирование). В 1911 году защитил диссертацию, посвящённую жизни и творчеству Генриха Валентина Бека.
Автор опер «Герб» (нем. Das Wahrzeichen; 1934), «Илона, или Праздник в Будапеште» (нем. Ilone, oder Das Fest in Budapest; 1936), «Учитель нравов» (нем. Der Sittenmeister; 1956, по Августу фон Коцебу), симфонической поэмы «Смертный путь» (нем. Totenfahrt; 1913), струнного квартета (1918, впервые исполнен квартетом Адольфа Ребнера), ряда других сочинений, которыми охотно сам дирижировал; произведения Вольфа входили также в репертуар таких дирижёров, как Ганс Росбауд и Карл Фридерих.